# Natalino Gottardo
Natalino Gottardo (Motta di Livenza, 12 giugno 1950 – Piacenza, 27 luglio 2017) è stato un allenatore di calcio e calciatore italiano, di ruolo attaccante.

## Caratteristiche tecniche

### Giocatore
Gottardo era un'ala sinistra o seconda punta, veloce e dotata di una buona tecnica individuale, che gli consentiva di saltare l'uomo con facilità. Dopo il grave infortunio che ne chiude la carriera professionistica si sposta a centrocampo, come regista arretrato

## Carriera

### Giocatore
Ha iniziato a giocare nelle giovanili del Vanchiglia, societa dilettantistica di Torino, con la quale vince il campionato torinese Giovanissimi contro la Juventus di Bettega e Jacolino. Passato nelle giovanili del Torino, vince il campionato Allievi nella stagione 1966-1967 battendo i pari età dell'Inter allo stadio Flaminio di Roma ai calci di rigore e realizzando il gol dei granata nei tempi regolamentari. Nella stagione 1967-1968, passato alla squadra Primavera, è nuovamente campione d'Italia e l'anno successivo perde la finale contro l'Inter; sempre nella stagione 1968-1969 disputa la finale del campionato De Martino perdendo ai supplementari contro il Milan.
Nel 1969 viene ceduto in prestito in Serie C alla Solbiatese e l'anno successivo scende al Sud, disputando una stagione nel Matera sempre in Serie C. Pur impegnato nel servizio militare, si mette in evidenza passando nell'annata successiva al Bari, che aveva appena perso gli spareggi per andare in Serie A contro Atalanta e Catanzaro. Debutta in Serie B il 26 settembre 1971 nella vittoria interna sulla Reggiana, e con i galletti di Lauro Toneatto giocò 25 partite, realizzando una rete, nel 3-0 sulla Reggina del 12 dicembre 1971.
Nel 1972 torna in Serie C, acquistato dal Savona. In Liguria gioca da titolare in coppia con Vittorio Panucci (padre di Christian di cui è stato padrino di battesimo), realizzando 7 reti in 35 partite. Le sue prestazioni vengono notate dal presidente del Piacenza Luigi Loschi, che nell'estate successiva ne conclude l'acquisto.
Al Piacenza Gottardo lega il resto della sua carriera. Nel campionato 1973-1974, agli ordini di Giancarlo Cella, realizza 7 reti risultando il secondo miglior marcatore della squadra. L'anno successivo è tra i pochi giocatori riconfermati dal nuovo allenatore Giovan Battista Fabbri, e realizza 11 reti in un attacco che conta anche su Bruno Zanolla e Giorgio Gambin, conquistando la promozione in Serie B con i galloni di capitano. Tra i cadetti è ancora titolare: scende in campo 30 volte mettendo a segno 5 reti, non sufficienti ad evitare la retrocessione.
Nel campionato 1976-1977 disputa la sua miglior stagione in termini realizzativi, con 12 marcature. L'8 maggio 1977, nel pareggio interno con la Pro Vercelli, subisce un grave infortunio ai legamenti del ginocchio sinistro, che ne conclude anzitempo la stagione e la carriera, facendo anche sfumare l'ingaggio già concluso con il Genoa. Rimane in rosa anche nei due campionati successivi, tentando invano di recuperare dall'infortunio, e nel 1979 abbandona il calcio professionistico. Prosegue l'attività a livello dilettantistico con la Sambri (insieme all'ex compagno Dino Landini) e il Caorso.
In carriera ha totalizzato 55 presenze in Serie B, con le maglie di Bari e Piacenza.

### Allenatore
Stabilitosi definitivamente nel Piacentino, debutta come allenatore nelle giovanili del Piacenza, e a partire dal 1986 ne guida la Primavera, nella quale allena in seguito il giovane Filippo Inzaghi.
Nel 1990 approda sulla panchina del Fidenza, nel campionato di Promozione, ottenendo il passaggio prima in Eccellenza e l'anno successivo nel Campionato Nazionale Dilettanti; rimane ai borghigiani anche per la successiva stagione. Dopo due anni di pausa, nella stagione 1995-1996 allena la Pontenurese, squadra piacentina di Prima Categoria, con la quale sale in Promozione e vi rimane per altri due anni.
Nella stagione 1998-1999 passa al U.S.Cortemaggiorese, in Prima Categoria, vincendo gli spareggi per salire in Promozione, prima di ritornare per altri due anni a Fidenza. Nel 2001-2002 passa ai Crociati Fidenza in Serie D, e l'anno successivo torna a Pontenure, in Promozione.
In seguito guida il Codogno, nei play-out del campionato di Eccellenza, e tra il 2005 e il 2007 la Rappresentativa juniores emiliana di Eccellenza, con cui partecipa al Torneo delle Regioni.
Dopo due annate in Prima Categoria, con Gragnano e Zibello, nel finale della stagione 2009-2010 subentra a Massimo Perazzi sulla panchina del Fiorenzuola, in Serie D. A fine campionato i rossoneri retrocedono, venendo successivamente ripescati, e Gottardo rimane sulla panchina della squadra piacentina. Dopo tre sconfitte nelle prime tre partite della stagione 2010-2011, rassegna le dimissioni e viene sostituito da William Viali.
Prosegue la carriera nelle squadre dilettantistiche della provincia di Piacenza. Nella stagione 2011-2012 torna al Gragnano come consulente tecnico; nel dicembre 2012 passa, con la stessa mansione, al Carpaneto. L'anno successivo torna ad allenare con il Gazzola, in Prima Categoria, rassegnando le dimissioni in febbraio. Torna poi sulla panchina della Rappresentativa Juniores emiliana.

## Palmarès

### Giocatore
- Campionato Allievi: 1

Torino: 1966-1967
- Campionato Primavera: 1

Torino: 1967-1968
- Campionato italiano Serie C: 1

Piacenza: 1974-1975

### Allenatore
- Eccellenza: 1

Fidenza: 1991-1992
- Prima Categoria: 1

Pontenurese: 1995-1996